# Salitre Grande
Salitre Grande är en ort i Mexiko.   Den ligger i kommunen Pedro Ascencio Alquisiras och delstaten Guerrero, i den södra delen av landet, 120 km sydväst om huvudstaden Mexico City. Salitre Grande ligger 2 023 meter över havet och antalet invånare är 130.
Terrängen runt Salitre Grande är huvudsakligen kuperad, men norrut är den bergig. Runt Salitre Grande är det ganska tätbefolkat, med 58 invånare per kvadratkilometer. Närmaste större samhälle är Ixcateopan de Cuauhtémoc, 9,7 km söder om Salitre Grande. I omgivningarna runt Salitre Grande växer huvudsakligen savannskog.